# Баллада о доблестном рыцаре Айвенго
«Баллада о доблестном рыцаре Айвенго» — советский художественный фильм по мотивам романа шотландского писателя Вальтера Скотта «Айвенго», снятый режиссёром Сергеем Тарасовым в 1982 году. Лидер проката 1983 года: 9 место, 28,4 млн зрителей.
Фильм продолжает цикл лент кинорежиссёра Сергея Тарасова о средневековой Англии, начатый «Стрелами Робин Гуда». Робин Гуд в исполнении Бориса Хмельницкого и его шайка благородных разбойников перешли в данный фильм без изменений в качестве второстепенных персонажей.

## Сюжет
XII век, Англия. К ночному костру, возле которого расположился саксонский феодал Седрик из Ротервуда со свитой и племянницей леди Ровеной, подъезжает рыцарь-командор Ордена Тамплиеров Бриан де Буагильбер. Седрик даёт ему место возле костра, а также ещё и подошедшему пилигриму, вернувшемуся из Святой Земли. В ходе беседы между Седриком и Буагильбером выясняется, что оба они едут на турнир в Ашби. Буагильбер рассказывает о своём участии в Крестовом походе и хвастается тем, что тамплиеры были самыми сильными в войске крестоносцев. Пилигрим возражает и рассказывает о трёх рыцарях, победивших на турнире храмовников. Пилигрим называет двух, а про третьего говорит, что имени его не помнит. Тогда Буагильбер признаёт, что тот рыцарь победил его самого, и зовут рыцаря Айвенго, который является к тому же сыном Седрика. Буагильбер заявляет, что при случае в следующий раз он обязательно победит Айвенго.
На рыцарском турнире в Ашби, организованном принцем Джоном и тремя рыцарями-зачинщиками, рыцарь, чье лицо скрыто забралом, вызывает на поединок острым оружием одного из зачинщиков турнира — Бриана де Буагильбера и побеждает его, но по требованию организаторов турнира не добивает соперника. Неизвестным рыцарем оказался Айвенго, оруженосец короля Англии Ричарда Львиное Сердце, вернувшийся из Крестового похода. Также в нём можно узнать давешнего пилигрима. Однако Седрик совершенно не рад своему сыну, которого он считает виновным в пленении короля. Тут, в Англии, в результате козней подлого де Буагильбера, все считают Айвенго предателем. Тем не менее, когда выясняется, что Айвенго ранен, по настоянию леди Ровены, возлюбленной опального рыцаря, Седрик берёт Айвенго с собой.
Возвращаясь с турнира, обоз Седрика (сам Седрик, его люди, племянница Седрика леди Ровена, раненый на турнире Айвенго) попадает в засаду. Их захватывают в плен люди Бриана де Буагильбера, переодетые разбойниками. Пленников отвозят в замок Торкилстон, резиденцию нормандского барона Реджинальда Фрон де Бефа, второго из трёх рыцарей — зачинщиков турнира. Однако одному человеку из обоза — шуту Седрика Вамбе удаётся незаметно улизнуть. Он оказывается на свободе и вскоре в лесу встречается с людьми Робин Гуда, которого шут узнал сразу, так как видел казнь сэра Ральфа, шерифа Ноттингемского. Робин Гуд, выслушав историю шута о захвате пленников, решает пойти на благородное дело и вызволить пленников.
Робин Гуд приходит в хижину монаха Тука, где в это время гостит некий человек, называющий себя Чёрным Рыцарем, и предлагает монаху с незнакомцем принять участие в вызволении пленников из лап Бриана де Буагильбера. Они без раздумий соглашаются.
В это время в замке с пленниками не церемонятся. Седрику предлагают оплатить крупный выкуп, но только за своё собственное освобождение — леди Ровена должна остаться, Бриан де Буагильбер решает завоевать её. Седрик отказывается. По приказу Фрон де Бефа его пытают на железной решётке с разожжёным под ней огнём. Айвенго заточают в глухом подземелье, где скоро должен догореть факел, единственный источник света в его камере. Ровену приводят в комнату, в которой вскоре появляется Бриан де Буагильбер и начинает пытаться томными словами найти ключ к её сердцу. Но Ровене он противен, так как он предал всё, во что верят рыцари и его Орден.
Начинается штурм замка. Чёрный Рыцарь смертельно ранит в поединке Реджинальда Фрон де Бефа. Пленница Ульрика, дочь бывшего хозяина замка Торкиля Вольфгангера, в разговоре с умирающим Реджинальдом требует отчёта за преступления, совершённые им и его родом против неё и её семьи, после чего барон гибнет в огне подожжённой ею башни. Вскоре замок оказывается заполнен штурмующими. Бриан де Буагильбер во второй раз входит к Ровене и говорит, что из замка они уйдут только вместе. Ровена угрожает, что выбросится из окна, если он попытается приблизиться к ней. Но в это время в комнате появляется Айвенго, сумевший освободиться из заточения в подземелье. Между Айвенго и Брианом де Буагильбером происходит поединок, в результате которого последний оказывается побеждённым. Айвенго спасает и отца, к этому времени уже изрядно обожжённого.
На поляне около поверженного замка Чёрный Рыцарь созывает общий сбор и открывает всем, кто он есть на самом деле. Оказывается, это сам король Ричард Львиное Сердце, инкогнито вернувшийся в Англию. Все, кроме Бриана де Буагильбера, преклоняют колено перед своим королём (тамплиеры, будучи слугами лишь Господа, не преклоняются перед монархами). Ричард в присутствии всех обвиняет Айвенго в предательстве. Но Айвенго удаётся доказать королю, что он не предатель,— его оклеветали, и оклеветал не кто иной, как Бриан де Буагильбер. Последний подтверждает это перед королём. Ричард не убивает Бриана де Буагильбера, а отпускает с условием, что тот тут же покинет Англию, так как «лев падалью не питается». Ричард предлагает Робину Гуду поступить к нему на службу, но тот отказывается, хотя и получает королевское помилование за разбойничью деятельность в Шервуде.
Тут же король Ричард и Седрик благословляют Айвенго и леди Ровену на брачный союз. Затем Ричард вместе с Айвенго уезжает «навестить» своего брата Джона — претендента на престол.

## В ролях
- Тамара Акулова — леди Ровена (озвучивает Ольга Остроумова)
- Петерис Гаудиньш — Айвенго (озвучивает Борис Токарев)
- Борис Химичев — Бриан де Буагильбер
- Леонид Кулагин — Седрик Ротервудский, отец Айвенго
- Ромуалдс Анцанс — король Ричард Львиное Сердце (озвучивал Сергей Малишевский)
- Борис Хмельницкий — Робин Гуд
- Юрий Смирнов — монах Тук
- Александр Филиппенко — шут Вамба
- Витаутас Томкус — барон Реджинальд Фрон де Беф
- Альгимантас Масюлис — Принц Джон, брат короля Ричарда
- Николай Дупак — аббат Эймер
- Майя Булгакова — Ульрика, дочь убитого Торкиля Вольфгангера (в книге известна также как Ульфрида)
- Владимир Талашко — Клеман, дружинник Фрон де Бефа
- Михаил Розанов — лесной разбойник из отряда Робин Гуда
- Алексей Колесник — Жак, воин из дружины Буагильбера
- Андрей Юренев — Гарри
- Григорий Лямпе — Исаак, еврей-ростовщик
- Харий Швейц — тюремщик Жиль
- Марина Либакова-Ливанова — Ревекка, дочь Исаака (нет в титрах)
- Сергей Тарасов — лесной разбойник из отряда Робин Гуда (нет в титрах)

## Баллады
Автор и исполнитель баллад Владимир Высоцкий. В повествование фильма удачно вплетены 4 баллады из 6, специально написанных поэтом в 1975 году для фильма «Стрелы Робин Гуда», но вырезанные из него цензурой:
- Баллада о Времени («Замок Временем срыт…»). Использована двумя частями в начале и конце фильма, и в сокращённом виде.
- Баллада о вольных стрелках («Если рыщут за твоею…»)
- Баллада о Любви («Когда вода…»). Звучит в сокращённом виде.
- Баллада о борьбе («Средь оплывших свечей и вечерних молитв…»)

## Съёмочная группа и съёмки
- Автор сценария: Леонид Нехорошев
- Режиссёр: Сергей Тарасов
- Композиторы: Игорь Кантюков, Владимир Высоцкий
- Оператор: Роман Веселер

## Интересные факты
- Съёмки многих батальных сцен проходили в Хотинской крепости (УССР), возведённой в конце XV века по указу молдавского господаря Стефана Великого.
- При изготовлении оборонительного вооружения рыцарей, в частности, шлемов Реджинальда Фрон де Бефа, Бриана де Буагильбера, Уилфреда Айвенго, монаха Тука и Чёрного рыцаря (Ричарда Львиное Сердце), оружейники и художники по костюмам пользовались материалами справочного французского издания 1977 года: Лилиан и Фред Функен. «Энциклопедия вооружения и военного костюма. Средние века и Возрождение. VIII—XV вв.» (Le costume, l`armure et les armes au temps de la chevalerie. Le siecle de la Renaissance[1]) (рус. пер. 2002 г.[2])

## Оценки
- В журнале «Советский экран» отмечалось, что создатели фильма «любовно постарались перенести на экран» роман В. Скотта с его романтической восторженностью и наивностью"[3]. По мнению рецензента, в фильме «передан сам дух мятежной эпохи». Большинство актёрских работ, по мнению рецензента В. Туровского, «будто персонифицируют эпоху». Лишь Тамара Акулова в роли леди Ровены напомнила ему современницу в старинном костюме, а главный герой в исполнении Петериса Гаудиньша показался ему «фигурой почти проходной, нужной лишь для увязывания сюжетных коллизий». Было указано, что «истинным украшением фильма стали баллады Владимира Высоцкого»[4].
- В подробной рецензии в журнале «Искусство кино» А. Шемякин, признавая за авторами осознанный выбор жанра и серьёзную попытку выдержать его основные принципы, был более строг к фильму. По его мнению, в результате отказа от воспроизведения на экране конкретного временного контекста «был утрачен единственно возможный внутренний критерий, способствующий достижению истинного правдоподобия и достоверности происходящих на экране событий», и это «привело к некой жанровой эклектике в развитии действия, которое склоняется то в сторону самоценной эксцентрики, то в сторону зловещей „готической“ таинственности, то к душещипательной сентиментальности, то к героической патетике»[5]. «Финал фильма патетичен, — писал критик, — и тут даже юмористические, несколько „репризные“ интермедии с монахом Туком не нарушают патетики»[6].

А. Шемякин также отмечал большое значение для фильма баллад В. Высоцкого, но упрекал создателей фильма в том, что «патетика экранного действия трогает нас в гораздо меньшей степени, чем суровая образность песен Высоцкого». Он считал, что «использовав в картине песни Высоцкого с их неподдельным, щемящим драматизмом, с их нервом, авторы поставили самих себя в довольно неловкое положение, ибо в сравнении с песнями (а сравнение это постоянно происходит даже помимо воли зрителя) действие подчас решительно проигрывает». В ряде случаев, «когда чувства лишь обозначаются на экране, между тем как размышление о них перепоручается песенному комментарию Высоцкого, эмоциональная полнота оскудевает, характеры бледнеют, интрига кажется не простой, а наивной».